# Pietroasele (gmina)
Pietroasele – gmina w Rumunii, w okręgu Buzău. Obejmuje miejscowości Pietroasele, Câlțești, Clondiru de Sus Dara, Pietroasa Mică i Șarânga. W 2011 roku liczyła 3301 mieszkańców.